# Falsterbonäset

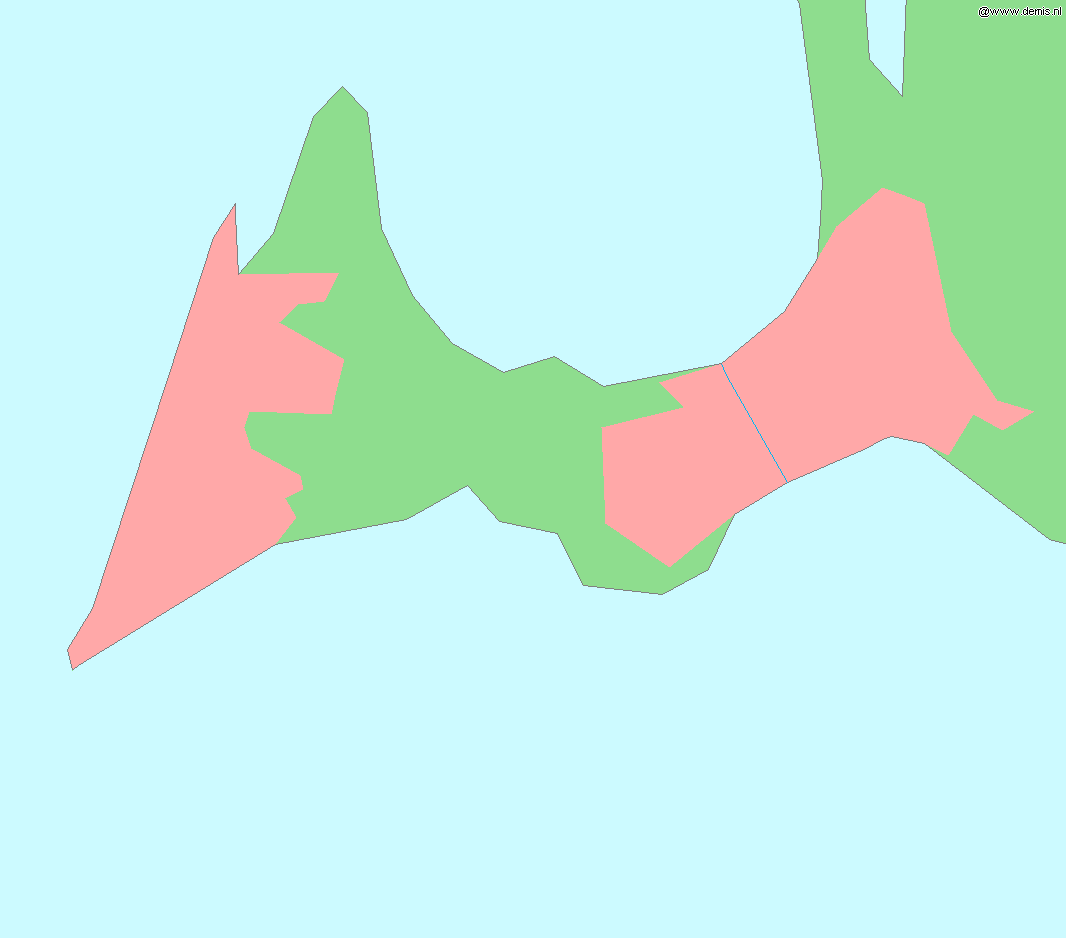
Karta över Falsterbonäset
Skanör och Falsterbo i väster, Skanörs ljung i mitten samt Ljunghusen och Höllviken i öster på ömse sidor av Falsterbokanalen.

Falsterbonäset, i dagligt tal ofta Näset, är en halvö i Vellinge kommun i sydvästligaste Skåne, bestående av Falsterbo, Skanör, Skanörs ljung, Ljunghusen och orten Höllviken. Näset omsluts av viken Höllviken i norr och av Kämpingebukten i söder. Mellan de två går Falsterbokanalen.
Falsterbonäset är Sveriges sydvästligaste plats och ett välbesökt turistmål.
Längst ut på Näset ligger de medeltida städerna Skanör och Falsterbo, som sedan 1960-talet vuxit samman till en tätort, under namnet Skanör med Falsterbo, ett namn som dock aldrig använts geografiskt på plats. Gränsen mellan de geografiskt skilda orterna Falsterbo och Skanör är den tångvall som än idag går tvärs över näset från Öresund till Falsterbobukten. Norr om Skanör ligger en jordbruksfastighet benämnd Knösgården, samt strandområdet Skanör Höll (i folkmun endast kallat Höll). Öster om de två städerna ligger naturreservatet Skanörs ljung, ett vidsträckt hedlandskap som tidigare täckte stora delar av näset. Öster om ljungen ligger först Ljunghusen och sedan Höllviken på ömse sidor av Falsterbokanalen. 

## Invånare
Falsterbonäset har cirka 20 000 invånare, med 2 943 i Falsterbo (2022), 4 848 i Skanör (2022) samt majoriteten av de 15 598 invånarna i tätorten Höllviken och Ljunghusen (2020).

## Historia
Spår av bosättningar finns helt tillbaka till äldre järnålder, men det är främst lämningar från medeltid som dominerar. Här ingår ruinerna av Falsterbohus och Skanörs borg.  Grunderna till platsens tidigaste bebyggelse[källa behövs] Skyttsie Hage finns väster om Ljunghusen.
1940−1941, under andra världskriget, byggdes Falsterbokanalen för att på så vis låta fartyg undkomma de stora minbälten som låg i haven utanför. Den 1,6 km långa kanalen skar av halvön och orterna Skanör, Falsterbo och Ljunghusen från fastlandet, med en bro i den norra delen av kanalen som enda fasta förbindelse. Den ursprungliga träbron byttes ut först i början av 1990-talet.[källa behövs]

## Natur
I mitten av näset ligger det vidsträckta naturreservatet Skanörs ljung, som minne av hur stora delar av näset såg ut innan trädplanteringar genomfördes för att binda flygsanden. På Falsterbonäset sydvästra spets vid Falsterbo fyr finns ett område som är en välkänd fågellokal, där även en fågelstation finns. Några kilometer ut i havet ligger Falsterborev, som i alla tider har utgjort ett stort problem för sjöfarten.

## "Falsterboön"
Området väster om kanalen betraktas av SCB sedan 2013 som en ö. SCB definierar en ö som land som är omslutet av en vattenyta som är bredare än sex meter. Om vattnet är en grävd kanal eller öppet vatten gör ingen skillnad. Ön har sedan 2015-09-22 givits namnet Falsterboön, efter ett centralt fattat beslut av Lantmäteriets ortnamnsenhet, men det namnet används ej lokalt.